# Francesco Lamon
Francesco Lamon (født 5. februar 1994) er en italiensk cykelrytter.
Han repræsenterede Italien under sommer-OL 2016 i Rio de Janeiro, hvor han sluttede på sjettepladsen i holdforfølgelsen.
Under sommer-OL 2020 i Tokyo, som blev afholdt i 2021, tog han guld i holdforfølgelse.